# Абаунса, Карлос
Ка́рлос Родо́льфо Абау́нса Бальяде́рас (исп. Carlos Rodolfo Abaunza Balladares; род. 11 января 1986, Сан-Хосе) — никарагуанский спринтер, участник летних Олимпийских игр 2004 года.

## Спортивная биография
На молодёжном уровне Абаунса дважды стал чемпионом Центральной Америки на 100-метровке среди спортсменов не старше 20 лет. В 2003 году Карлос стартовал на юношеском чемпионате мира. Он выступил в двух дисциплинах, но не на 100-метровке, ни на дистанции вдвое длиннее Абаунса не смог преодолеть предварительные раунды.
В 2004 году Карлос Абаунса принял участие в летних Олимпийских играх в Афинах. Молодой никарагуанский спортсмен выступил в соревнованиях на дистанции 100 метров. В первом раунде Карлос Абаунса показал результат 11,17 секунд, что не позволило ему продолжить борьбу за медали.
На чемпионате Центральной Америки 2005 года Абаунса, показав время 11,14, завоевал серебряную медаль. Также на счету никарагуанского бегуна бронза чемпионата Центральной Америки 2002 года в эстафете 4×400 метров.